# پیتو راموس
پیتو راموس (انگلیسی: Pepito Ramos؛ زادهٔ ۳ آوریل ۱۹۵۱) بازیکن فوتبال اهل اسپانیا است.
از باشگاه‌هایی که در آن بازی کرده‌است می‌توان به باشگاه فوتبال اسپانیول و باشگاه فوتبال بارسلونا اشاره کرد.
وی همچنین در تیم‌های ملی فوتبال کاتالونیا، اسپانیا، و اسپانیا، بازی کرده‌است.